# James Carter (muzyk)
James (Larry) Carter (ur. 3 stycznia 1969 w Detroit, USA) – amerykański muzyk jazzowy.
Carter urodził się i uczył grać w Detroit. Pochodził z bardzo muzykalnej rodziny. Pierwsze lekcje dawała mu matka, która śpiewała, grała na fortepianie i skrzypcach. Starszy brat Jamesa, Robert, grał na perkusji, drugi brat: Kevin - na gitarze, a siostry Virginia i Priscilla - na flecie i fortepianie. Jedną ze swoich płyt Chasin' the Gypsy (2000) nagrał z kuzynką: Reginą Carter, skrzypaczką jazzową. 
Jako młody człowiek uczestniczył w warsztatach muzycznych Blue Lake Fine Arts Camp organizowanych na terenie stanu Michigan. 
Jednym z jego nauczycieli był saksofonista tenorowy Donald Washington, Sr., założyciel grupy Bird-Trane-Sco-Now. Jako członek tej grupy Carter w 1986 nagrał płytę, która ukazała się w niewielkim nakładzie.
Po przenosinach do Nowego Jorku, od połowy lat 90. stał się aktywną postacią amerykańskiej sceny jazzowej. Koncertował, nagrywał ze znanymi muzykami i wydawał kolejne płyty grając głównie na saksofonach (altowym, tenorowym i barytonowym), flecie i klarnecie basowym.
Nagrany w 1993 w Japonii album JC On The Set, to płyta na której Carter po raz pierwszy wystąpił w roli lidera własnego zespołu.
Na sesje nagraniowe zapraszali go m.in. Cyrus Chestnut, Wynton Marsalis. Nagrywał jako członek Mingus Big Band, Lester Bowie's New York Organ Ensemble, w zespołach Juliusa Hemphilla (uczestnicząc np. w nagraniach jego płyty The Fat Man And The Hard Blues). Nagrywał też z awangardowym saksofonistą Frankiem Lowe. Był jednym z muzyków, których zaproszono do nagrania płyty Tough Young Tenors.
Przez trzy kolejne lata wygrywał w plebiscycie krytyków magazynu Down Beat w kategorii saksofon barytonowy.
Swój pierwszy saksofon altowy otrzymał mając jedenaście lat. Obecnie posiada kilkadziesiąt różnych instrumentów (w tym m.in. 5 różnych modeli saksofonów P. Mauriat, której to firmy od 2006 jest "firmowym" muzykiem).
James Carter w 2000 występował m.in. na Warsaw Summer Jazz Days.

## Dyskografia
- 1994: JC On The Set
- 1995: Jurassic Classics
- 1995: The Real Quietstorm
- 1996: Conversin' with the Elders
- 1998: In Carterian Fashion
- 2000: Layin' in the Cut
- 2000: Chasin' the Gypsy
- 2003: Gardenias for Lady Day
- 2004: Live at Baker's Keyboard Lounge
- 2005: Out of Nowhere
- 2008: Present Tense